# Château de Perronnay
Le château de Perronay est situé sur la commune de Romillé, dans le département d'Ille-et-Vilaine.

## Historique
Le château de Perronnay est la propriété de la famille de Saint-Gilles en 1350 et au XVIIIe siècle, puis successivement des familles de Vaucouleurs de Lanjamet et Jan de La Hamelinaye au XIXe siècle, puis Poinçon de La Blanchardière Jan de La Hamelinaye.
Le monument fait l'objet d’une inscription au titre des monuments historiques depuis le 18 février 1948.